# La noche del doctor
La noche del Doctor (The Night of the Doctor) es un "minisodio" de la serie británica de ciencia ficción Doctor Who. Se publicó en BBC iPlayer, el servicio de video de la BBC, el 13 de noviembre de 2013, como anticipo y precuela del especial del 50 aniversario, El día del Doctor. Lo escribió Steven Moffat y está protagonizado por Paul McGann como el Octavo Doctor, haciendo un cameo John Hurt como el Doctor Guerrero. Más tarde se emitiría entre el 16 y el 23 de noviembre de 2013 en BBC Red Button.
El episodio, ambientado en mitad de la Guerra del Tiempo, muestra los hasta ahora inéditos últimos momentos del Octavo Doctor y su regeneración controlada artificialmente hasta el Doctor Guerrero. Muestra la segunda aparición en pantalla de McGann como el Doctor, tras su debut en Doctor Who: La película 17 años antes, en 1996. La fecha de estreno, el 14 de noviembre, coincide al mismo tiempo con el 54.º cumpleaños de McGann.

## Argumento
El episodio está ambientado en la Guerra del Tiempo. El Octavo Doctor (Paul McGann) intenta rescatar a una piloto, Cass, que está a punto de estrellarse en la superficie de Karn. Sin embargo, al saber que él es un Señor del Tiempo, se niega a ir con él, prefiriendo la muerte. El Doctor le insiste en que él es "uno de los buenos", y que no forma ni "nunca formó" parte de la Guerra, pero la nave se estrella y los dos se matan.
En Karn, el Doctor es recogido por la Hermandad (The Brain of Morbius), que le reviven cuatro minutos. Le convencen de que no hay forma de evitar ser parte de la Guerra, y así pronuncia sus últimas palabras ("Médico, cúrate a ti mismo", una referencia al proverbio bíblico) y se bebe una poción que asegurará su encarnación en "un guerrero"; entonces, se regenera en el Doctor Guerrero, que declara "Nunca más Doctor". La aparición de Hurt en pantalla se realiza con un espejo que refleja la imagen de un joven John Hurt.

## Emisión y recepción
El episodio llegó a los espectadores por sorpresa, y se anunció en Twitter menos de una hora antes de su publicación. La aparición de Paul McGann también llegó por sorpresa, ya que poco antes Colin Baker ese mismo mes había declarado que el Sexto Doctor no iba a aparecer en El día del Doctor o sus medios relacionados, y que "Peter tampoco está porque le he visto hace poco. Y te puedo decir que Sylvester no está, ni tampoco Paul".

## Continuidad
- Antes de regenerarse, el Octavo Doctor menciona a Charley Pollard, C'rizz, Lucie Miller, Tamsin Drew y Molly O'Sullivan. Se trata de los acompañantes del Doctor en los varios audiodramáticos de Big Finish Productions desde 2001, y constituye una rareza al mencionarse personajes de producciones derivadas en la serie de televisión.
- El Cuarto Doctor visitó anteriormente Karn en The Brain of Morbius. La Hermandad también apareció recurrentemente en las historias de Big Finish.